# یواس‌اس ادلانت (اس‌پی-۷۶۵)
یواس‌اس ادلانت (اس‌پی-۷۶۵) (به انگلیسی: USS Adelante (SP-765)) یک کشتی بود که طول آن ۱۳۸ فوت (۴۲ متر) بود. این کشتی در سال ۱۸۸۳ ساخته شد.